# میژن (استان اشوی‌داشکسیه)
میژن (به لهستانی: Mierzyn) یک منطقهٔ مسکونی در لهستان است که در گمینا سنجشوو واقع شده‌است. میژن ۲۸۶ نفر جمعیت دارد.